# Asilifelis coteae
L'asilifelide (Asilifelis coteae) è un mammifero carnivoro estinto, appartenente ai felidi. Visse nel Miocene inferiore (circa 20 - 18 milioni di anni fa) e l'unico resto fossile noto è stato ritrovato in Kenya.

## Descrizione e classificazione
Questo animale è noto solo per un frammento di mandibola con un premolare e un molare, ritrovato nella formazione Hiwegi nell'isola di Rusinga (Kenya); una ricostruzione attendibile di questo animale è quindi impossibile, ma le caratteristiche della dentatura richiamano molto quelle dei felidi attuali di piccola taglia. Se Asilifelis fosse stato simile a una delle forme odierne, sarebbe stato uno dei più piccoli esemplari della famiglia, di taglia inferiore a quella di un gatto domestico. Il premolare mostra cuspidi accessorie intermedie tra quelle dei felidi miocenici come Styriofelis e quelle delle forme attuali, mentre il molare possiede caratteristiche molto simili a quelle dei felini attuali, con un tallonide ridotto.
La curiosità riguardante Asilifelis risiede principalmente nella sua antichità: il fossile risale all'inizio del Miocene, quando in Europa erano ancora presenti forme di felidi primitive come Proailurus; solo nel Miocene medio si diffusero felidi più evoluti come Styriofelis e Pseudaelurus. In ogni caso, la morfologia dei denti di Asilifelis indica che questo animale era a un livello evolutivo già superiore rispetto a questi ultimi. Altri felidi del Miocene inferiore - medio dell'Africa (Diamantofelis e Namafelis) sembrerebbero essere a un livello evolutivo inferiore, simile a quello di Styriofelis e Pseudaelurus. 
In ogni caso, gli scarsi resti fossili di Asilifelis non permettono una classificazione chiara. Un altro felide africano del Miocene dalla classificazione incerta è Katifelis.